# 胡桃沢耕史
胡桃沢 耕史（くるみざわ こうし、1925年4月26日 - 1994年3月22日）は、日本の作家。本名は清水 正二郎。海外を舞台にした冒険小説や、ユーモア推理小説で人気を博した。
東京府南葛飾郡（現在の東京都墨田区）生まれ。
代表作に冒険小説『天山を越えて』、『翔んでる警視』シリーズ、直木賞受賞作『黒パン俘虜記』などがある。

## 経歴

### 生い立ち
東京府立第六中学校（現在の東京都立新宿高等学校）から拓殖大学商学部卒業。少年時代から直木三十五や牧逸馬のような流行作家に憧れて、作家を志す。また漫談家への憧れもあり、中学時代に内務省保安局から鑑札をもらって談譚協会に所属して、大都映画の弁士をしたり、劇場で淡谷のり子や笠置シヅ子などの歌手の司会をしたこともある。1942年に拓殖大学中国語科に入学。この年に「（戦時中で食料が不足しているため）肉が食べたい」という理由で単独で満州へ密入国し3年間の放浪生活を送る。1945年に現地で召集を受けて、混成第八旅団で特務機関員として活動、終戦後はシベリアで抑留生活を送った。このとき彼は「暁に祈る事件」の舞台となったウランバートル収容所（モンゴル）で自身も同事件の一端を体験したという。

### 作家デビューと放浪
1947年に帰国し大学を卒業、1949年に抑留体験をもとにした記録文学小説「国境物語」を執筆、清水正二郎名義で発表、「暁に祈る事件」が明るみに出る端緒を作った。さらに週刊朝日1949年5月1日号への寄稿小説『パン』で、一人の人物を、「暁に祈る事件」を起こしたと言われる日本人収容者隊長の側近の一人とし、終戦時のどさくさに人を殺しその者から宝石を奪った人物として描いた。しかし、当の人物はこれを否定、清水を名誉棄損で東京地検に告訴した。清水は読売新聞の取材に対し、強盗殺人について創作であることを認め、その責については負うとしたものの、収容所には隊長ばかりでなく、他にも問題のあるボス格の者らがいて、自身が名誉棄損に問われれようともこういったことを明るみに出すため、これを書いたものと述べた。このとき週刊朝日の編集者は、小説の内容に作者の個人的な感情や噂に基づく部分が入っていたものと考え、出版社としてその責は負うつもりだとした。
東映でシナリオライターとなった後、放浪生活を送る。
1953年からNHKプロデューサーとなり、1955年に「清水正二」名義で中央アジア探検を舞台にした『壮士再び帰らず』で第7回オール新人杯を受賞し、作家専業となる。その後、本名の清水正二郎名義で高校の先輩寺内大吉の始めた同人誌「近代説話」の同人となる。近代説話の同人であった司馬遼太郎は清水を「静かでいつも微笑しているが、卓越した事務の才能があり気がつくと機械のように雑誌の刊行の事務の仕事をこなしてくれている」と表している。「近代説話」に精力的に作品を発表しながら、同人の司馬遼太郎、寺内大吉、黒岩重吾、伊藤桂一、永井路子などが次々に直木賞を受賞する傍らで、清水正二朗名義で多くの性豪小説を発表。「世界秘密文学選書」シリーズでは翻訳物から翻訳すらしていないオリジナルまで多くを発表（ウィリアム・バロウズの『ソフトマシーン』も『やわらかい機械』というタイトルで翻訳という形を取ってオリジナル作品を発表したとされる）。愛称「シミショウ」として名を馳せたが、結局500編近くを書いたうち64編が発禁処分となった。1967年、猥褻文書を執筆したとして最高裁から懲役一年、執行猶予三年の有罪判決を受けたため、作品の版権を1冊5万円で版元にすべて売り飛ばし、海外旅行会社などに勤めながら主に東南アジアや中南米などの世界放浪へ旅立つ。旅行で交通手段として用いたバイクはホンダの50ccのスーパーカブであった。

### 人気作家として
9年間の沈黙の後、『オール讀物』に作品の持ち込みを始め、「近代説話」の支援者であった海音寺潮五郎の忠告により新しいペンネームを使うことにして、1977年に息子と娘の名前から取ったペンネームの胡桃沢耕史名義で「父ちゃんバイク」を発表して復帰、海外での体験を生かして異境を舞台にした冒険小説を発表する。1981年に「父ちゃんバイク」「ロン・コン」などを含む作品集『旅人よ』で第85回直木賞候補、『ぼくの小さな祖国』で第87回候補。1983年、満州、中国大陸を舞台にした『天山を越えて』で第36回日本推理作家協会賞を受賞。同年、シベリア抑留生活を描いた『黒パン俘虜記』で念願の第89回直木賞受賞。受賞後に「直木賞は、ストーリーのある小説への賞と思っていたのに、自分の身辺のことを書いたのでなければくれない傾向があって何度も落とされていた」（『翔んでる人生』）と賞について批判している。この「黒パン俘虜記」において再び「暁に祈る事件」を取上げ、当時の日本人収容者隊長だった人物から彼と発行元の文芸春秋を名誉棄損で訴えると言われている。
1984年には世界基督教統一神霊協会をモデルにしたとみられる『救世主第4号』を徳間書店から上梓。この直後、自宅に放火された。
知人たちとシルクロードを踏破する旅の計画を立て、1986年の第1回は北京からウルムチまで到達。第2回は1988年に、『天山を越えて』の舞台にもなったホータンからウルムチまでの行程で、この過程は『シルクロード タクラマカン砂漠2500キロの旅』として刊行された。1989年に取材先の上海で心臓発作に襲われ、2ヶ月間入院。タレントの胡桃沢ひろ子に自分の姓の芸名を付け、「夢見る婦警」（1991年）の歌詞も作詞している。1991年には明治大学で刑事訴訟法の聴講生となった。
趣味はバイクツーリング、カメラと弦楽器のコレクションで、ヴァイオリンの弾き語りも得意にした。俳句では、自ら創始した「愛句」の宗匠を自称し、1991年5月のNHK松山放送局の番組『俳句立国宣言』にも出演し、作品が「天の句」に選ばれている。
1991年から小梛治宣（当時日大講師）による胡桃沢耕史ファンクラブが作られ、「胡桃沢耕史通信」が発行された。1992年5月に鎌倉の自宅でファンを自称する中年女性に包丁で右胸などを刺される被害に遭う。
1993年9月に体の変調で緊急入院し、11月に舌癌の診察を受けるが回復し、『翔んでる警視正モロッコを行く』の連載を始めるつもりでいたものの1994年3月22日に、多臓器不全のため横浜市金沢区の横浜南共済病院で死去。68歳没。同区の長昌寺にある、崇拝していた直木三十五の墓の隣に生前から建てていた墓に葬られた。

## 作品
- 色紙には「文章はインクで書く、小説は血と涙で書く」という言葉を好んで書いていた[1]。主な作品には、中国を舞台にした『天山を越えて』『旅券のない旅』『黄塵を駆ける』や、他の海外を舞台にした『太陽の祭り』『パリ経由 夕闇のパレスチナ』などの国際冒険小説、および東大法学部卒の岩崎白昼夢（いわさき さだむ）が活躍する『翔んでる警視』シリーズ（『新・翔んでる警視』『翔んでる警視事件簿』『翔んでる警視正』『翔んでる警視正 平成編』『翔んでる警視正 新世紀編』）など。『翔んでる警視』シリーズは第1作「私も犯人です」を1980年『小説推理』2月号に発表以来、長編3編、短編150編、単行本28冊に及び、胡桃沢名義の2割を占め、総出版部数は1000万部を越える。1986年と1987年にはTBSにて『翔んでる警視』『翔んでる警視II』として郷ひろみ主演で2時間ドラマとして放映され、自身もカメオ出演している。
- 他に人気シリーズとして、ごきぶり商事痛快譚シリーズ、妻恋警部シリーズなどもある。また女性を主人公にしたアクション・推理ものにとして、『可愛い拳銃使い』『キャンパス秘密探偵団』『海老茶娘探偵帖』『ギャル探偵』シリーズ、『ズベ刑事』シリーズ、『アイラブ拳銃』『気まぐれ令嬢・移動探偵局』『お嬢さん探偵』『ザ・ブス』『美人キャスターは殺し屋』『燃える海峡』『OL博徒』『ぶりっこ探偵』『田園調布ミセス探偵局』『輝け女艇長』『陽気な探偵未亡人』『女探偵アガサ奔る』『紫の拳銃』などがある。
- 時代小説として、『翔んでる源氏』『太陽の忍者』『俺は透明人間』などもある。また実在の人物伝として、川島芳子を描いた『夕日よ止まれ』、伊達順之助を描いた『闘神 伊達順之助伝』がある。

## 著作リスト

### 清水正二郎名義
- 国境物語 北斗書院第一文庫 1949
- 動乱の曠野 学風書院 1956 (世界ドキュメンタリー文庫) のち胡桃沢名義、徳間文庫
- 肉の砂漠 日本週報社 1958
- 壮士不還 凡凡社 1959
- 青い獣 六興出版部 1959
- 漁色の海図 光書房 1959
- エロスの航海 光書房 1959
- 愛欲一万二千キロ 六興出版部 1959 「砂の嵐」胡桃沢、青樹社 1983
- 新精力絶倫物語 光書房 1959
- アメリカ情痴物語 光書房 1959
- 情欲の大陸横断 新流社 1960
- 浮気の大地 新流社 1960
- 女の濁流 東洋書房 1960
- 南海の情事 アフリカ・南欧篇 新文芸社 1960
- パリ情欲記 新文芸社 1960
- アメリカン・セキサス マイアミ出版社 1960
- 東京の秘密地図 マイアミ出版社 1960
- ヌード傑作選集 マイアミ出版社 1960
- アフリカの性典 新流社 1960
- 女体秘密航路 新文芸社 1960
- 連邦警察艶笑記 マイアミ出版社 1961
- 女は夜が好き 浪速書房 1961
- 白の地帯 浪速書房 1961
- 狂った生理 浪速書房 1961
- 本当は欲しいの 浪速書房 1961
- 情痴物語 浪速書房 1961
- 媚薬探求綺談 マイアミ出版社 1961
- 灰色の情事 浪速書房 1961
- 満たされた欲望 浪速書房 1962
- 強いられる開花 小出書房 1962
- 裸体の青春 小出書房 1962
- 世界娼婦めぐり 小出書房 1962
- 桃色の地図 小出書房 1962
- 絶対の処女 小出書房 1962
- 泣かせる侍 アルプス 1962 のち胡桃沢名義、ケイブンシャ文庫
- 桃色空中戦 小出書房 1962
- 前垂れ元帥 アルプス 1963 (財界アルプス文庫)
- 女性残酷物語 第二書房 1963
- 花と銭 東京文芸社 1963
- 女体無惨 東京文芸社 1963
- 緋ぢりめん武士道 光風社 1963
- 裸身の配当 曽田経済研究所 1963
- 欲望の城 光風社 1963
- 処女残酷物語 第二書房 1963
- 欲望の砂丘 東京文芸社 1963
- 東海道お色気五十三次 第二書房 1963
- 口紅と白い肌 足立文庫 1964 (世界禁色新書)
- 女性大百科 第二書房 1964 (ナイトブックス)
- 女体交換 東京文芸社 1964
- BG残酷物語 第二書房 1964
- 浮気の刑罰 足立文庫 1964 (世界禁色新書)
- 人間大百科 第二書房 1964 (ナイト・ブックス)
- 金色の肌 光風社 1964
- 愛の悲鳴 足立文庫 1965 (世界禁色新書)
- 明治・大正・昭和呪われた女性犯罪 好江書房 1965
- ぼくの世界漁色旅行 第二書房 1966
- 女体残酷物語 第二書房 1966
- ゼツリン人間奮闘記 第二書房 1966
- エッチ読本 第二書房 1966
- 鞭の生涯・サド侯爵 第二書房 1966
- 人妻残酷物語 第二書房 1967
- 女から女へ 第二書房 1967
- 性風俗の秘境をたずねて 清風書房 1968
- ぼくの女体獲得作戦 第二書房 1968
- 女がよろこぶ本 第二書房 1968
- 現代の性豪 第二書房 1969
- セックス怪奇幻想物語 第二書房 1969
- 春歌名曲集 本橋書院 1969
- 世界史の美しい裸女たち 新風出版社 1969
- 全裸の館を占領せよ 浪速書房 1970
- えろめりか 現代ブック社 1971
- 人妻乱熟 東京文芸社 1975
- 処女散る 東京文芸社 1975

### 同・翻訳
- 『O嬢の物語 ポアリイヌ・レアージュ』新流社 1961年
- 『世界秘密文学選書シリーズ』全53巻＋別巻4巻 浪速書房 1967年

1. 「裸踊りの娼婦」ミッキー・ダイクス
2. 「キャンディ」マックスウェル・ケントン
3. 「行け情痴の国へ」トーマス・ピーチャム
4. 「情欲の位置」 コルテス・ランド
5. 「甘いスカート」 アクバル・デル・ピンボ
6. 「パリーの娼婦たち」 エズラ・ド・リシャルノウ
7. 「夢中になる女」 セシル・バー
8. 「女だけができること」 ハリエット・ダイムラー
9. 「素晴らしきかな女性」 ハネット女史
10. 「見つめないでね」 トーマス・ピーチャム
11. 「愛の海上教育」 フランシス・レンゲル
12. 「九つの裸身」 ジョルジェネ・チョーサ
13. 「南海の情怨」 フランシス・レンゲル
14. 「見つめないでね」 トーマス・ビーチャム
15. 「愛の疼き」 ステフィン・ファーマー
16. 「あれ？」 ステフィン・ハンマー
17. 「鞭打学校」 セシル・バー
18. 「レンズの中の裸像」 トーマス・ビーチャム
19. 「ドルに鍛えられる女」 ステファン・ハーマー
20. 「珍約オデッセイ」 ホーマーの子孫・編
21. 「お嬢様お気をつけ遊ばせ」 セシル・バー
22. 「女学校の模範校長」 アルフォンス・ボーテ
23. 「飴ン棒ちゃん」 マックスウェル・ケントン
24. 「淫蕩な組織 ―誘拐第1部」 ハリエット・ダイムラー
25. 「O嬢の物語1」 ポーリーヌ・レアージュ
26. 「O嬢の物語2」 同上
27. 「戦火に哭く女」 ウィルヘルム博士
28. 「柔肌は」 ウィルフレッド・ドレーク
29. 「誰がポーラを犯したか」アクバル・デル・ピンボ
30. 「私との愛の喜び」ウィリー・バロン
31. 「涙の女体」ウィリアム・ハードレス
32. 「肉欲の系図」P・アーノルドソン
33. 「女体への復讐」B・サークル
34. 「好色僧正」L・H・ウォーカー
35. 「行け情痴の国へ」 トーマス・ピーチャム
36. 「肉欲の掟」 ジンジャー・ロビン
37. 「女だけができること」 ハリエット・ダイムラー
38. 「女体のX・Y・Z」 サパー（フルネーム表記なし）
39. 「お昼のお遊び」 ウィリアム・ピアンソン
40. 「アメリカ女体特急」 グレゴリー・ユルソン
41. 「ローレ」 ワッテン・リヒター
42. 「ポーリン」 アウグスト・プリンツ
43. 「秘密教師」 ユージン・アポリネール
44. 「このまゝ眠りたいの」 マーカス・ヴァン＝ヘラー
45. 「愛の海上教育」 フランシス・レンゲル
46. 「パリーの娼婦たち」 ニコラス・カッター
47. 「私はオンリーなの」 マリ・テレーゼ
48. 「若いアダム」 フランシス・レンゲル
49. 「天国と地獄と娼婦」 ロバート・デスモンド
50. 「裸のランチ」 ミッキー・ダイクス[注釈 2]
51. 「パリーの小部屋」 エズラ・ド・リシャルト
52. 「放蕩殿下物語」 ユージン・アポリネール
53. 「快楽主義者の手記」 ロバート・デズモンド
54. 「私と遊んでよ」 ウィリー・バロン
55. 「戦火に哭く女」 ウィルヘルム・マイテル
56. 「肉体の戦車」 マルコム・ネスビット
57. 「白い太腿」 フランシス・レンゲル

- 『キンゼイ博士との対話』スチュワート・リー、ジャニー・リー 浪速書房 1969年
- 『おまえの女は俺のもの』レックス・ウェルダン 浪速書房 1969年
- 『乱交の町 ローラ・デュシャン』浪速書房 1969年
- 『X27号の性生活 マタ・ハリ』浪速書房 1969年
- 『グルシェンカ アレキサンダー・ソコロフスキー』浪速書房 1969年
- 『セックス・フレンド ロジャー・ブレイク』浪速書房 1970年

### 胡桃沢耕史名義
- 『旅人よ ロン・コン<母の河で唄え> 』光風社出版 1981年 のち徳間文庫
- 『救世主第4号』グリーンアロー出版社 1981年 のち徳間文庫
- 『翔んでる警視』（シリーズ）双葉社 1981-83年 のち文庫
- 『六十年目の密使』東京文芸社 1981年 のち徳間文庫
- 『危険な旅』光風社出版 1981年（短編集、「壮士再び帰らず」収録）のち徳間文庫
- 『ぼくの小さな祖国』サンケイ出版 1982年 のち徳間文庫
- 『太陽の祭り』有楽出版社 1982年 のち徳間文庫
- 『俺は秘密諜報員』青樹社 1982年 のち光文社文庫
- 『天山を越えて』徳間書店 1982年 のち文庫
- 『黒パン俘虜記』文藝春秋 1983年 のち文庫
- 『新宿裏町流し唄』実業之日本社 1983年 のち徳間文庫
- 『旅券のない旅』講談社 1983年 のち文庫
- 『華やかな醜聞』日刊スポーツ出版社 1983年 のち光文社文庫
- 『女探偵アガサ奔る』文藝春秋 1984年 のち文庫
- 『新・翔んでる警視』（シリーズ）広済堂出版 1984－87年 のち文庫
- 『夜明けを奔る旗手』広済堂出版 1984年（旗手シリーズ）のち文庫
- 『ぶりっこ探偵』文藝春秋 1984年 のち文庫
- 『黄金の聖女』広済堂出版 1984年 のち文庫
- 『らんらん武士道』青樹社 1984年
- OL博徒シリーズ
  - 『OL博徒』光文社 1984年 のち文庫
  - 『新OL博徒』光文社 1985年 のち文庫
- 『パリ経由・夕闇のパレスチナ』読売新聞社 1984年 のち角川文庫
- 『ごきぶり商事痛快譚（全5巻）』トクマ・ノベルズ 1984-91年 のち文庫
- 『静かなる殺意』角川ノベルズ 1984年 のち文庫
- ズベ刑事シリーズ
  - 『ズベ刑事』光文社 1984年 のち文庫
  - 『ズベ刑事コネクション』光文社 1985年
- 『イルゼの旅』勁文社 1984年 「恋と男と革命と」文庫
- 『太陽の忍者』駿河台書房、1984年 「日女子神の黄金」勁文社ノベルス 1986年
- 『銀座の恋の物語』広済堂出版 1985年
- 『アイラブ拳銃』文藝春秋 1985年 のち文庫
- ギャル探偵シリーズ
  - 『ギャル探偵、翔る―不連続・長編ミステリー』双葉社 1985年
  - 『ギャル探偵竹の子ちゃん』双葉社 1985年
  - 『ときめきギャル探偵（全3巻）』 広済堂出版 1987-88年
  - 『ギャル探偵、翔る 2 六本木編』双葉社 1988年
  - 『湘南ギャル探偵』天山出版 1988年
- 『黄塵を駆ける』講談社 1985年 のち文庫
- 『ザ・ブス』角川ノベルズ 1985年 のち改題『ザ・ブス頑張る』文庫
- 夢みる婦警シリーズ
  - 『夢みる婦警（全3巻）』祥伝社 1985-86年
  - 『夢みる女刑事（全3巻）』祥伝社 1987-88年
  - 『夢みる女刑事-狙われた美人コンビ』祥伝社 1994年
- 『燃える海峡』広済堂出版 1985年
- 『ヒネモス・のたり氏は名探偵』徳間書店 1986年 のち文庫
- 妻恋警部シリーズ
  - 『疾れ!妻恋警部』双葉ノベルス 1986年 のち文庫
  - 『跳べ!妻恋警視』双葉社 1987年
  - 『怒れ!妻恋警視』双葉社 1990年
  - 『妻恋警視 国連特殺隊』双葉社 1991年
- 『団地殺人事件』シャピオ1986年 のち光文社文庫
- 『お嬢さん探偵』桃園新書 1986年
- 『ブルースはお好き』講談社 1986年（短編集） のち文庫
- 『情炎つきるまで』実業之日本社 1986年 のち徳間文庫
- 『恋と男と革命と』ケイブンシャ文庫 1986年（短編集、初期作品「蛮地の神」「恋と男と革命と」「イルゼの旅」「野菊の島」などを収録）
- 『カスバの女』光文社 1986年（短編集）
- 『気まぐれ令嬢・移動探偵局』光文社 1987年 のち文庫
- 『田園調布ミセス探偵局』実業之日本社 1987年 のち文春文庫
- 『お嬢サマお気をつけて』広済堂出版 1987年 「あぶないお嬢サマ」天山文庫
- 『天山・糸綢之路行』徳間文庫 1987年
- 『素敵な殺し屋』（シリーズ）サンケイ出版 1987年
- 『袖ノ下捕物帳』（シリーズ）文藝春秋 1987年 のち文庫
- 『殺人指令千分の一』光文社 1987年 (カッパ・ノベルス)
- 『夢みる女刑事』（シリーズ）祥伝社 1987年
- 『半佐夢デカ長事件帖（全2巻）』角川ノベルズ 1987-88年 のち文庫
- 『キャンパス秘密探偵団』勁文社 1987年 のち文庫
- 『壮士、荒野を駆ける』ケイブンシャ文庫 1987年（短編集、初期作品「東干」「易水」などを収録）
- 『海老茶娘探偵帖』天山出版 1988年
- 『バロン探偵局』講談社ノベルス 1988年
- 『陽気な探偵未亡人』桃園書房 1988年
- 『素敵な奥様探偵』実業之日本社 1988年 のち文春文庫
- 『俺は透明人間』天山文庫 1988年
- 『翔んでる警視事件簿 (国際謀略篇)』文藝春秋 1989年
- 『可愛い拳銃使い』講談社 1989年 のち文庫
- 『夕日よ止まれ』徳間書店 1989年
- 『輝け女艇長』（シリーズ）祥伝社 1989年
- 『シルクロード タクラマカン砂漠2500キロの旅』（正木信之と共著）1989年、光文社文庫
1988年のシルクロード旅行の写真と紀行文集。
- 『翔んでる源氏』角川書店 1989年 のち文庫
- 『ベランダ刑事の名推理』光文社 1989年 (カッパ・ノベルス) のち文庫
- 『翔んでる警視正 平成篇』（シリーズ）文藝春秋 1989 のち文庫
- 『やさしく殺して(秘密諜報員07号シリーズ)』勁文社 1990年
- 『闘神 伊達順之助伝』文藝春秋 1990年 のち文庫
- 『翔べ!従三位夕霧麿警部』光文社 1990年 (カッパ・ノベルス)
- 『女子高生は諜報員』講談社 1990年
- 『美人キャスターは殺し屋』講談社 1991年
- 『Tokyoトレンディ嬢危機一髪』天山出版 1991年
- 『翔んでる人生』広済堂出版 1991年（エッセイ集）
- 『乳房の殺し屋』光文社 1991年
- 『天地紙筒之説』文藝春秋 1992年（短編集）
- 『コルトを抱いた渡り鳥』小樽篇・博多篇 学習研究社 1992年
- 『美貌ほど素敵な武器はない』光文社 1992年
- 『青木賞の取り方』光文社文庫 1992年
- 『熱血イソ弁』文藝春秋 1992年
- 『湘南ベルバラ探偵局』実業之日本社 1993年
- 『紫の拳銃 弁護士&講釈師・大神田紫』講談社ノベルス 1993年 のち文庫
- 『殺しは淑女におまかせ』講談社ノベルス 1993年
- 『すかたん奉行』トクマ・ノベルズ 1993年 のち文庫
- 『翔んでる淑女捜査官』広済堂出版 1993年
- 『東京保安官 AIDS防止大作戦』双葉社 1993年
- 『瀬戸内に唄うひとみよ(松山篇・京都篇)』学習研究社 1993年
- 『妃殿下は名探偵』祥伝社 1993年
- 『上海リリー』文藝春秋 1993年 のち文庫
- 『スキャンダル極秘捜査線』光文社 1994 年「美少女探偵事務所」文庫
- 『翔んでる警視正 新世紀篇』（シリーズ）広済堂出版 1994年
- 『哀しい旅人たち』角川書店 1994年
- 『最後の翔んでる警視正 平成篇 11』文藝春秋 1994年 のち文庫
- 『かわいい殺し屋』広済堂出版 1995年

## 関連人物
- 源氏鶏太「精力絶倫物語」（1958年）は胡桃沢をモデルにした作品。